# ブロッキングベース
ブロッキングベースとは、2023年9月5日より日本野球機構（NPB）で、2024年シーズンよりメジャーリーグ（MLB）で、それぞれ導入されている判定基準の1つである。
判定基準見直しのきっかけとなったプレーに関わった選手名や抗議した監督名から、俗に「京田ルール」や「岡田ルール」と呼ばれることもある。

## 概要
NPBにおいては、2023年9月5日の公式戦より導入された。
試合中、走者が盗塁ないし走塁の際、明らかにタイミングがセーフという場合で、ボールが逸れるなどして野手が結果的に不可抗力でベースを塞いでしまった場合はセーフとする、というルールであり、走塁妨害とはせずとも走者側の不利益を取り除く観点から制定された。また、牽制での帰塁時に送球が逸れたことにより野手がベースをふさいだ場合は新ルールを適用してアウトとはせず、走者として残ることができると説明した。
これについて、森健次郎審判長は「規則を変えるのではなく、運用を変える」と発言している。
なお、「ブロッキングベース」適用開始後は、同ルールが適用されたケースはない。
当初はNPBだけに適用された判定基準であったが、MLBにおいても2024年シーズン開幕から導入されることとなった。マイナーリーグ（MiLB）においては数年前からテストされていたものの導入には踏み切れていなかったが、NPBが先行したことで、MLBが追随する形となった。

## ルールが制定された経緯
2023年8月18日、横浜スタジアムで行われた横浜DeNAベイスターズ対阪神タイガース18回戦にて、9回表、一塁走者の熊谷敬宥が二盗を仕掛けたが、キャッチャーからの送球がセカンド方向に逸れたため、横浜DeNAのショート・京田陽太がベースカバーに入る際に脚で二塁ベースを塞いでしまい、交錯する形となった。
タイミングとしてはセーフであったため二塁塁審の小林和公はセーフの判定を下したが、京田がベースを完全に塞いでおり熊谷はベースを踏むことができず、プレー上では熊谷がベースに触れるより先に京田が熊谷にタッチしたことで横浜DeNAの三浦大輔監督からリクエストの要求が出され、長いビデオ判定による協議の結果、責任審判（三塁塁審）の敷田直人は「走者（熊谷）と野手（京田）が接触していますが、走塁妨害は認められず、よって、アウトとします」と場内アナウンスし、判定が覆った。
通常、ビデオ判定が終わったあと審判はグラウンドに戻った際にアウトかセーフかのジャッジを示すが、敷田はジャッジを示さず先に場内アナウンスで説明を行ったため、アナウンス直後は歓声と怒号が入り乱れた状態となった。そのため、阪神の岡田彰布監督は「（場内アナウンスが）全く聞こえなかった」ことをアピールし再度説明を求めたが、その説明を聞いた直後に猛抗議を始め、結果として遅延行為として退場が宣告される直前（抗議を始めてから5分後）まで抗議を行った。
その翌日、阪神球団がセントラル・リーグに対し意見書を提出したことで検討課題となり、最終的にこのブロッキングベースというルールが作られた。